# یوهان وان در مای
 یوهان وان در مای (به هلندی: Johan van der Mey)؛ ۱۹ اوت ۱۸۷۸ – ۶ ژوئن ۱۹۴۹) معمار اکسپرسیونیست اهل هلند بود. 